# Hondelange
Ne doit pas être confondu avec Hundelingen.
Hondelange (en allemand Hondelingen/Hondling, en luxembourgeois Hondeléng) est un village ainsi qu'une section de la commune belge de Messancy, située en Région wallonne dans la province de Luxembourg.

## Toponymie
Vu la terminaison de ce toponyme, -ingen, -ing ou -éng, il s'agit indéniablement d'un nom ayant gardé une empreinte germanique ou plus exactement franque. La romanisation ou francisation des noms germaniques en -ingen, -ing ou -éng les transforme d'ailleurs en -ange. La croyance populaire (une ancienne légende) veut que l'origine du nom Hundelingen viendrait de Hund (chien), mais d'un point de vue historique et scientifique, Hundling ou Hundelding en ancien francique signifie une « centaine », c'est-à-dire un territoire géré il y a bien longtemps par un centenier. Ce toponyme confirme dès lors l'origine très ancienne du village.

## Géographie
Le village est situé à mi-chemin entre Arlon au nord et Messancy au sud. Il est accessible entre autres par la route nationale 81 qui le délimite à l’ouest. L’autoroute A4/E25 reliant Bruxelles à Luxembourg sépare une petite partie du Nord du village (la Biff et le chemin des Mines) du reste ; l’accès à cette autoroute se fait un peu plus loin à Weyler. Le quartier de la Biff comprenait depuis 1862 une gare sur la ligne 162, la gare d'Autelbas, puis uniquement un arrêt avec aubette jusqu'en 1988.
La ligne ferroviaire de jonction 167 venant du nord contourne le village par l’est et le sud pour rejoindre Turpange et Messancy.
Les cours d’eau y forment le ruisseau Schwewerbach qui s’écoule le long de la rue de la Vallée vers le sud-ouest pour aller se jeter en rive gauche dans la Messancy peu après Turpange. Ils font donc partie du bassin versant de la Meuse, alors que juste à l’est commence le bassin versant du Rhin.

### Section d'Hondelange
La section d'Hondelange ne comprend pas d'autres village que celui-ci.

## Démographie
Hondelange compte, au 1er janvier 2020, 1 023 habitants (506 hommes et 517 femmes), y compris le hameau de Kwintenhof (3 habitants).
- Source: INS recensements population
- 1930: Scission de Wolkrange, Buvange et Sesselich en 1922

### Langue
Hondelange faisant partie du Pays d'Arlon, la langue régionale endogène y est le luxembourgeois, langue nationale de son voisin le Grand-Duché de Luxembourg.

## Histoire

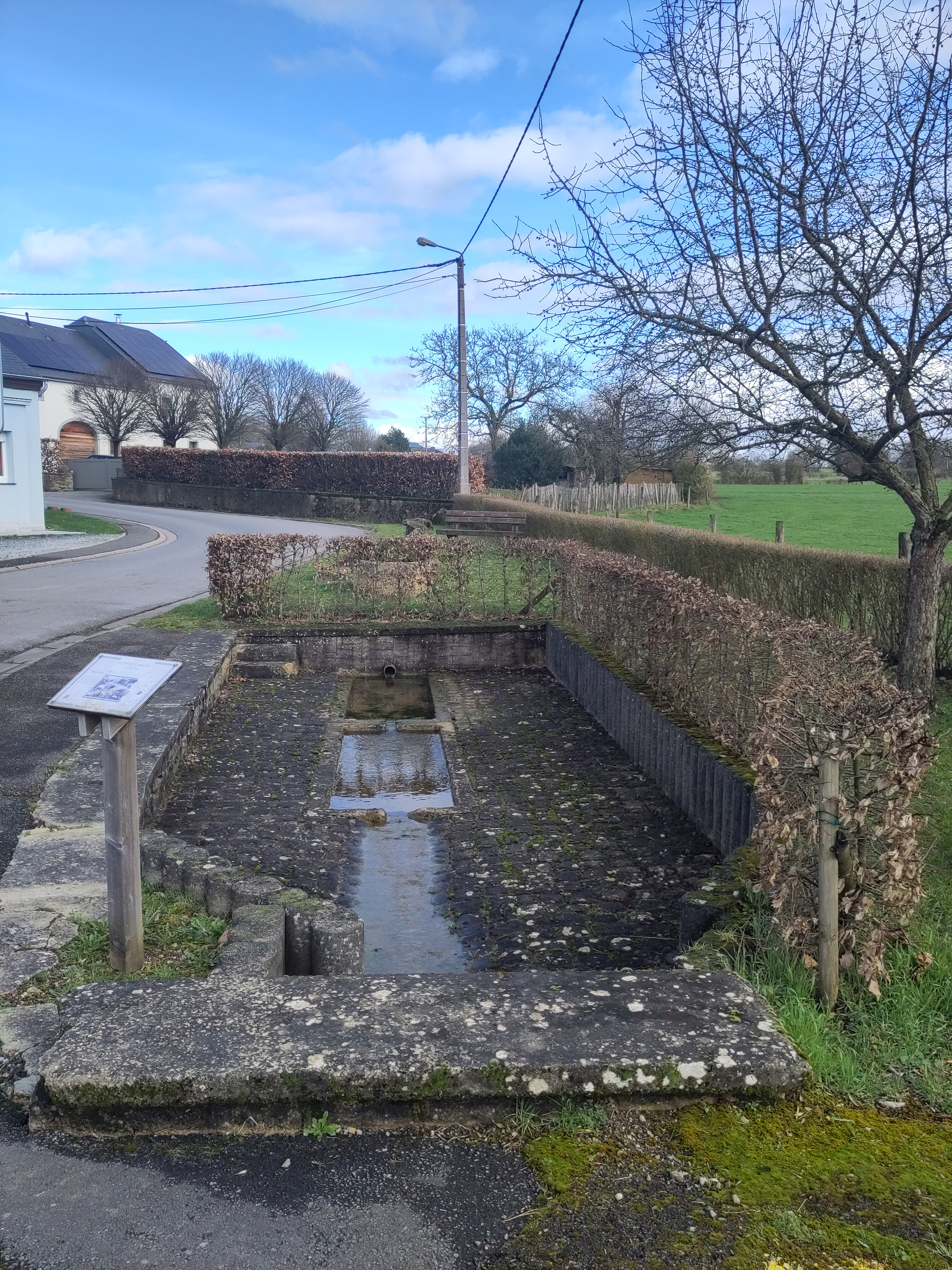
Petit patrimoine rural : ancienne fontaine lavoir abreuvoir bien restaurée et protégée.

Hondelange était une commune à part entière avant la fusion des communes de 1977.
En 1922, elle fut amputée de Wolkrange, Buvange et Sesselich, ces trois villages étant regroupés pour former la commune de Wolkrange.

## Héraldique
|  | La famille de Hondelange possédait des armoiries. Blasonnement : D’or à la croix ancrée d’azur (ou de sable). Source du blasonnement : Jean-Claude Loutsch, Armorial du pays de Luxembourg, Luxembourg, Publications nationales du Ministère des Arts et des Sciences, 1974, p. 443.                                                                              |
|  | La famille de Hondelange possédait également des armes parlantes. Blasonnement : D’or à la croix ancrée d’azur, chargée en cœur d’une tête de chien d’argent colleté d’or (ou de gueules). Source du blasonnement : Jean-Claude Loutsch, Armorial du pays de Luxembourg, Luxembourg, Publications nationales du Ministère des Arts et des Sciences, 1974, p. 443. |

## Patrimoine et culture

### Patrimoine architectural

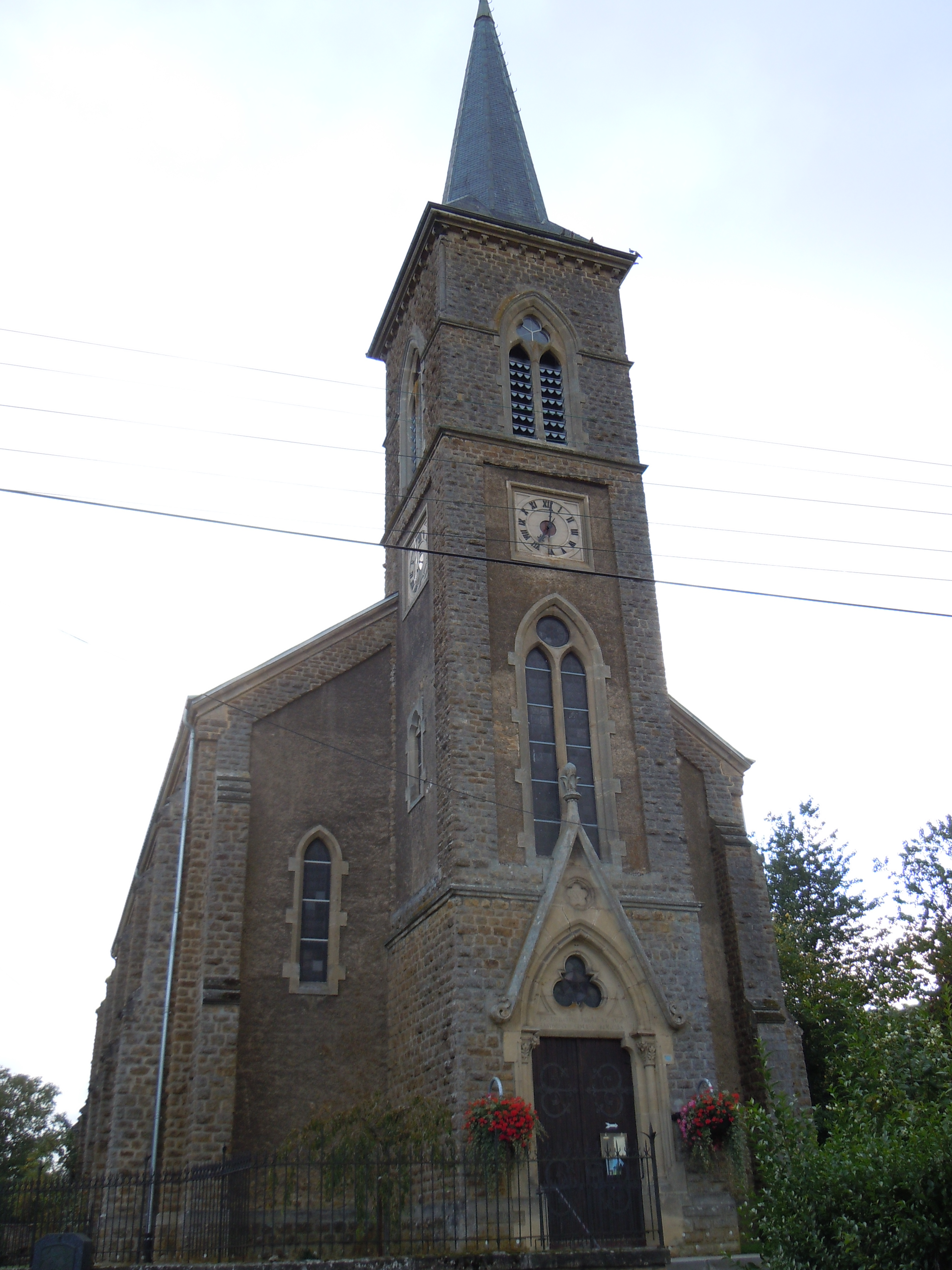
L’église Saint-Remacle.

L’église est dédiée à saint Remacle, invoqué pour protéger les troupeaux de porcs des loups. La paroisse fait actuellement partie du secteur pastoral de Messancy, qui dépend du doyenné de Messancy.
Il existe une chapelle située dans l’ancien cimetière.
On peut découvrir les croix et calvaires situés sur le chemin de croix Notre-Dame des Sept Douleurs qui mène jusqu’à l’endroit où se trouvait l’ancienne chapelle Sainte-Croix, sur la route de Wolkrange.

### Culture

#### Légende de Rosenbour
Le seigneur de Rosenbour et sa femme s’aimaient plus que tout le monde. Après plusieurs années de mariage, ils demeuraient aussi vivement épris l’un pour l’autre qu’au premier jour de leurs fiançailles, et, même au milieu des assemblées, ils ne pouvaient se regarder sans pâlir de joie.
Lorsque le seigneur partit aux Croisades, tous deux poussèrent maint soupirs et grande fut leur peine à retenir leur larmes.
Ils se quittèrent sans un mot pour ne pas éclater en sanglots devant les hommes d’armes, et lui n’osa pas se retourner une seule fois vers la tour du château où il savait bien que son épouse resterait jusqu’à ce qu’il ait disparu de l’horizon et bien longtemps après.
Dans la solitude où elle se confina, la dame de Rosenbour fut la proie d’inquiétudes folles.
Elle ne craignait pas tant pour la vie de son mari, car il lui paraissait impossible qu’il meure, mais elle avait peur de perdre son amour.
Cette crainte la rongeait tellement qu’elle devint taciturne et que l’on n’entendit plus un rire à Rosenbour.
Les servantes attribuaient cette trop sombre humeur à l’état de leur maîtresse; la famille devait s’agrandir pour l’automne.
Mais qu’elle ne fut pas la surprise de la dame quand elle mit au monde sept garçons au lieu d’un.
Sa surprise et son effroi aussi, parce qu’il faut savoir qu’à l’époque, la croyance était répandue que les jumeaux naissent de pères différents.
« Devant une telle infidélité, mon époux ne voudra plus jamais me voir«, se dit la pauvre femme, « et plus jamais je ne prendrai goût à la vie« .
Elle roula longtemps de sombres pensées dans sa tête puis résolut d’aller demander conseil en grand secret à une vieille femme du voisinage qui passait pour une sorcière.
Celle-ci après avoir longtemps réfléchi eut un étrange sourire de sa bouche édentée et lui dit : « Il n’y a plus qu’une chose à faire ma jolie, c’est d’en prendre six et de les noyer dans la fontaine des roses, comme des petits chiens. »
La dame pleura, supplia pour obtenir un conseil moins cruel, mais la sorcière hochait la tête sans plus rien dire, et la pauvre mère rentra chez elle pleine de larmes.
Après une nuit où elle vit en songe son mari couronné lui retirant son amour et la chassant de sa demeure, elle fit venir à l’aube Gertrude, la plus fidèle de ses suivantes.
« Prenez ces six enfants » lui dit-elle, « et noyez- les dans la fontaine comme des petits chiens. Ne me demandez rien et n’en parlez jamais. »
Gertrude, qui était bonne personne, essaya de fléchir sa maîtresse, mais rien n’y fit, et elle alla portant les six petits dans un panier comme des jeunes chiots. Elle alla dans la direction de la fontaine, mais n’hésita pas longtemps. Dès qu’elle fut hors de vue du château, elle rentra chez elle par un chemin détourné et y ramena les enfants pour les élever en secret.
Quand le seigneur revint des Croisades, il mena grande joie de retrouver sa femme portant un petit garçon bien vigoureux, qui ressemblait déjà à son père et prit bientôt plaisir à imiter chacun de ses gestes. C’était merveilleux de les voir ensemble.
Quant à la dame de Rosenbour, après l’avoir vue folle de douleur à la pensée du crime qu’elle avait fait commettre, la bonne Gertrude avait fini par lui dire qu’elle avait envoyé les enfants dans un pays lointain et qu’ils étaient en vie. Elle était maintenant partagée entre le bonheur d’avoir retrouvé son mari toujours aussi aimant, et le regret de savoir six enfants au loin.
Quand approcha le septième Noël après la naissance de son petit garçon, le seigneur résolut de donner en son honneur une grande fête avant la messe de minuit. La bonne Gertrude fut chargée de lui tailler un costume de velours et de soie, comme jamais enfant de prince n’en avait porté. Mais tandis que tout le château s’affairait aux préparatifs de la fête, la mère demeurait rêveuse et sans entrain. Son époux s’en inquiétait, mais elle répondait évasivement.
Gertrude qui avait deviné la cause du chagrin de la dame, ne disait rien. Elle avait parfois un sourire énigmatique. Et pourtant, qu’elle était fatiguée ! Au point de s’endormir au milieu de son travail.
« Reposez vous Gertrude, vous en avez trop fait. Seriez-vous malade, vous toujours si vaillante ? »
« Non, non, tout va bien. » répondait-elle avant de reprendre le rouet ou l’aiguille et de se rendormir comme un enfant.
Je peux vous dire quel était le secret de Gertrude. Elle avait décidé d’habiller les six enfants cachés dans la maison tout comme leur frère. Pour acheter le velours et la soie, elle avait vendu sa vache et emprunté aux prêteurs sur gage à qui elle avait donné la chaîne en or de sa mère et les boucles d’oreilles de son aïeule. Et chaque nuit, elle travaillait seule en grand mystère, tous volets fermés à coudre les six petits costumes.
Le soir de Noël, par des chemins détournés entre les haies chargées de neige, elle amena les six petits garçons au château dans une charrette couverte d’une grande bâche. Elle ne leur avait pas dit où ils allaient, mais seulement de rester bien tranquilles. Tout au plus, de temps en temps l’un ou l’autre levait-il un coin de la bâche pour voir sous la lune l’étrange paysage blanc où l’on voyait au loin les lumières des maisons que le bonheur de Noël tenait éveillées.
Quand ils furent dans la salle de fête, on n’eut rien à dire, leur frère et eux, après un moment de stupeur tombèrent dans les bras les uns des autres et, jusqu’à minuit firent des rondes folles. Au milieu de cette liesse, la dame de Rosenbour avoua à son mari ce qu’elle avait fait et elle pleurait autant de repentir que de joie d’avoir retrouvé ses enfants.
Le seigneur, comprenant les angoisses de sa pauvre épouse lui pardonna ce qu’elle avait manqué commettre par trop grand amour pour lui et il l’embrassa tendrement en buvant ses larmes qui d’amères qu’elles étaient devinrent bientôt douces.
Depuis ce Noël, celui de l’an 1319, il n’y eut plus au château que rires et chants. Et les seigneurs portèrent des petits chiens dans leurs armes et le village, en souvenir fut appelé HONDELANGE, ce qui veut dire le domaine des petits chiens
Et la brave Gertrude reçut dix vaches, douze chaînes d’or et quarante boucles d’oreilles pour la récompenser.
(Extrait de : Légendes du Pays d’Arlon – Frédéric Kiesel)

## Vie associative
Hondelange possède un club des jeunes (CDJH) depuis 2007. Ce club des jeunes est un des plus actifs de la région et les membres participent à l'animation du village par diverses activités dont un week-end de la fête en septembre où pas moins de 1000 personnes y viennent chaque année.